# Piers North, 10. Earl of Guilford
Piers Edward Brownlow North, 10. Earl of Guilford (* 9. März 1971) ist ein britischer Peer. 

## Leben und Karriere
North wurde im März 1971 als Sohn von Edward Francis North, 9. Earl of Guilford (1933–1999) und Osyth Vere Napier Leeston († 1992) geboren. Er lebt in Waldershare Park in Dover (Stand: 2003). Dieses Anwesen aus der Zeit Wilhelms III. war seit dem 19. Jahrhundert im Besitz der Familie.

## Mitgliedschaft im House of Lords
Beim Tod des Vaters im März 1999 erbte er den Titel des Earl of Guilford und den damals damit verbundenen Sitz im House of Lords. Laut Hansard meldete er sich dort niemals zu Wort. In einem Interview mit der britischen Zeitung The Guardian erläuterte er, er sei beruflich Fotograf und hätte ausgerechnet in seiner kurzen Zeit im Parlament einen Auftrag an der Elfenbeinküste ausgeführt. So war er nicht in der Lage, je eine Jungfernrede im Parlament zu halten.
Durch den House of Lords Act 1999 verlor er seinen Sitz. Für einen der verbleibenden Sitze trat er nicht an. Im Register of Hereditary Peers, die für eine Nachwahl zur Verfügung stehen, ist er nicht verzeichnet.

## Familie
North heiratete am 26. März 1994 Michèle C. de Marigny, die Tochter von Gilbert Desvaux de Marigny. Sie haben zwei Kinder: 
- Lady Tatiana Grace North (* 13. September 2000);[1]
- Frederick Edward George North, Lord North (* 24. Juni 2002).[1]